# Deudorix ceramensis
Deudorix ceramensis är en fjärilsart som beskrevs av Ribbe 1900. Deudorix ceramensis ingår i släktet Deudorix och familjen juvelvingar. Inga underarter finns listade i Catalogue of Life.

## Bildgalleri

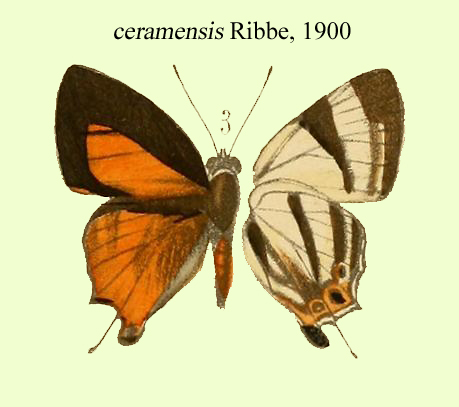